# Listă de cărți: T
Lista cărți: A - Ă - B - C - D - E - F - G - H - I - Î - J - K - L - M - N - O - P - Q - R - S - Ș - T - Ț - U - V - W - X - Y - Z
- Taina celor trei ochi de Maurice Leblanc
- Toate pânzele sus! de Radu Tudoran
- TRANSILVANIA Invincibile Argumentum de Ion Coja
- Tradiția istorică despre întemeierea statelor românești de Gheorghe I. Brătianu
- Troia, Veneția, Roma de Ovidiu Pecican
- Tunelul de Ernesto Sábato